# Sadunts
Sadunts (en arménien Սադունց ; jusqu'en 1978 Karavansara puis Amre Taza) est une communauté rurale du marz d'Aragatsotn, en Arménie. Elle compte 296 habitants en 2009.